# Ievgueni Kharlatchiov
Ievgueni Valeriévitch Kharlatchiov (en russe : Евгений Валерьевич Харлачёв) est un footballeur international et entraîneur de football russe né le 20 janvier 1974 à Togliatti.

## Biographie

### Carrière en club
Né et formé à Togliatti au sein de l'équipe locale du Torpedo, Ievgueni Kharlatchiov finit par quitter la ville en 1992 pour rejoindre le Krylia Sovetov Samara. Sous ces couleurs, il fait dans la foulée ses débuts en équipe première à l'âge de 18 ans le 20 mars 1992 en Coupe face au Spartak Moscou puis en première division le 9 avril contre l'Asmaral Moscou. Il est par la suite utilisé dans la rotation de l'équipe et entre régulièrement en jeu en cours de match, jouant finalement 27 rencontres en championnat et marquant ses deux premiers buts professionnels durant les dernières journées de la compétition contre le Tekstilchtchik Kamychine le 11 octobre puis le Dinamo-Gazovik-Tioumen le 1er novembre, contribuant ainsi au maintien du Krylia Sovetov au premier échelon. Il dispute 31 matchs l'année suivante et marque à quatre reprises, aidant ensuite le club à se maintenir une nouvelle fois à l'issue des barrages de relégation.
Ses performances au Krylia Sovetov lui permettent d'être recruté par le Lokomotiv Moscou en début d'année 1994. Il passe par la suite huit années sous ces couleurs, se démarquant particulièrement durant la saison 1995 au cours de laquelle il est buteur à onze reprises. Il participe ainsi aux performances du club durant la deuxième partie des années 1990 avec notamment trois victoires en Coupe de Russie en 1996, 1997 et 2000 ainsi que trois places de vice-champion en 1995, 1999 et 2000. Il prend également part aux parcours de l'équipe dans les compétitions continentales, notamment dans la Coupe de coupes où le Lokomotiv atteint le stade des demi-finales en 1998 et en 1999.
Après sept saisons et demi au Lokomotiv et après avoir perdu définitivement sa place de titulaire au sein de l'équipe, Kharlatchiov quitte finalement le club durant l'été 2001 pour rallier l'autre club moscovite du Dynamo, avec qui il évolue pendant deux ans et demi. Un très bref passage au Saturn Ramenskoïe durant le début d'année 2004 marque la fin de son passage dans l'élite et il rejoint par la suite le Baltika Kaliningrad avec qui il finit la saison en deuxième division avant de terminer sa carrière au troisième échelon l'année suivante sous les couleurs du Lada Togliatti, son club formateur, raccrochant ainsi les crampons à l'âge de 31 ans.

### Carrière internationale
Kharlatchiov fait ses premiers pas en sélection sous les couleurs de l'équipe olympique, pour laquelle il joue sept matchs entre octobre 1994 et octobre 1995, marquant deux buts face à Saint-Marin le 6 juin 1995.
Bien qu'il n'ait alors pas encore fait ses débuts avec l'équipe A, Kharlatchiov est malgré tout sélectionné dans un premier temps par Oleg Romantsev au sein de la liste préliminaire pour disputer l'Euro 1996 mais n'est finalement pas retenu dans la liste définitive qui s'en va disputer la compétition durant l'été, Andreï Kanchelskis et Valeri Karpine lui étant préférés au sein du milieu de terrain.
Il fait finalement ses débuts avec la sélection sous les ordres de Boris Ignatiev le 28 août 1996 lors d'un match amical face au Brésil. Il dispute ensuite  un match face à Chypre le 1er septembre dans le cadre des éliminatoires pour la Coupe du monde 1998. Il est par la suite appelé durant les mois de février mars 1997 pour jouer trois matchs amicaux avant de connaître sa sixième et dernière sélection le 25 mars 1998 à l'occasion d'une victoire face à la France, une fois de plus en amical.

### Carrière d'entraîneur
Après la fin de sa carrière, Kharlatchiov fait son retour au sein de l'organigramme Lokomotiv Moscou pour qui il travaille brièvement comme recruteur en Amérique du Sud en 2007. Il y devient par la suite entraîneur et prend à partir de 2009 la tête du Lokomotiv-2, la deuxième équipe club. Il y passe par la suite deux saisons et demie, amenant l'équipe à la cinquième puis à la troisième place du groupe Ouest de la troisième division avant de s'en aller à l'issue de son contrat à la fin de l'année 2011. Il devient ensuite consultant au sein de la Ligue de football ferroviaire.
Au mois de juin 2014, il est appelé à la tête du Khimik Dzerjinsk avant de quitter ses fonctions au début du mois de novembre après de mauvais débuts qui ont amené le club à la dernière place du championnat de deuxième division. Il dirige ensuite brièvement le Soliaris Moscou (en) entre avril et juin 2016 avant de faire son retour au Lokomotiv Moscou où il devient recruteur en novembre 2016 et la fin d'année 2019.
Kharlatchiov rejoint au mois de janvier 2020 l'encadrement technique du Rotor Volgograd, au sein duquel il devient adjoint d'Aliaksandr Khatskevich. Après neuf mois à ce poste, il est nommé à la tête de l'Irtych Omsk au milieu du mois de septembre, l'équipe se plaçant alors à la dernière place de la deuxième division. Il échoue cependant à maintenir le club au terme de la saison et quitte ses fonctions après la confirmation de la descente de l'équipe à la fin du mois d'avril 2021.

## Statistiques de joueur
| Saison                | Club                  | Championnat           | Championnat | Championnat | Coupe(s) nationale(s) | Coupe(s) nationale(s) | Compétition(s) continentale(s) | Compétition(s) continentale(s) | Compétition(s) continentale(s) | Total | Total |
| Saison                | Club                  | Division              | M.          | B.          | M.                    | B.                    | Comp.                          | M.                             | B.                             | M.    | B.    |
| 1992                  | Krylia Sovetov Samara | D1                    | 27          | 2           | 2                     | 0                     | -                              | -                              | -                              | 29    | 2     |
| 1993                  | Krylia Sovetov Samara | D1                    | 31          | 4           | 1                     | 0                     | -                              | -                              | -                              | 32    | 4     |
| Sous-total            | Sous-total            | Sous-total            | 58          | 6           | 3                     | 0                     | -                              | -                              | -                              | 61    | 6     |
| 1994                  | Lokomotiv Moscou      | D1                    | 20          | 3           | 1                     | 0                     | -                              | -                              | -                              | 21    | 3     |
| 1995                  | Lokomotiv Moscou      | D1                    | 26          | 11          | 3                     | 0                     | C3                             | 2                              | 1                              | 31    | 12    |
| 1996                  | Lokomotiv Moscou      | D1                    | 27          | 2           | 4                     | 0                     | C2                             | 3                              | 0                              | 34    | 2     |
| 1997                  | Lokomotiv Moscou      | D1                    | 31          | 3           | 5                     | 3                     | C2                             | 4                              | 1                              | 40    | 7     |
| 1998                  | Lokomotiv Moscou      | D1                    | 27          | 1           | 4                     | 0                     | C2+C2                          | 3+4                            | 1+1                            | 38    | 3     |
| 1999                  | Lokomotiv Moscou      | D1                    | 27          | 9           | 2                     | 0                     | C2+C3                          | 4+6                            | 0+3                            | 39    | 12    |
| 2000                  | Lokomotiv Moscou      | D1                    | 22          | 4           | 3                     | 1                     | C1+C3                          | 2+6                            | 0                              | 33    | 5     |
| 2001                  | Lokomotiv Moscou      | D1                    | 3           | 0           | 1                     | 0                     | -                              | -                              | -                              | 4     | 0     |
| Sous-total            | Sous-total            | Sous-total            | 183         | 33          | 23                    | 4                     | -                              | 34                             | 7                              | 240   | 44    |
| 2001                  | Dynamo Moscou         | D1                    | 11          | 1           | 2                     | 2                     | C3                             | 2                              | 0                              | 15    | 3     |
| 2002                  | Dynamo Moscou         | D1                    | 23          | 5           | 1                     | 0                     | -                              | -                              | -                              | 24    | 5     |
| 2003                  | Dynamo Moscou         | D1                    | 8           | 1           | 3                     | 1                     | -                              | -                              | -                              | 11    | 2     |
| Sous-total            | Sous-total            | Sous-total            | 42          | 7           | 6                     | 3                     | -                              | 2                              | 0                              | 50    | 10    |
| 2004                  | Saturn Ramenskoïe     | D1                    | 2           | 0           | -                     | -                     | -                              | -                              | -                              | 2     | 0     |
| 2004                  | Baltika Kaliningrad   | D2                    | 14          | 5           | -                     | -                     | -                              | -                              | -                              | 14    | 5     |
| 2005                  | Lada Togliatti        | D3                    | 13          | 3           | 6                     | 3                     | -                              | -                              | -                              | 19    | 6     |
| Sous-total            | Sous-total            | Sous-total            | 29          | 8           | 6                     | 3                     | -                              | -                              | -                              | 35    | 11    |
| Total sur la carrière | Total sur la carrière | Total sur la carrière | 312         | 54          | 38                    | 10                    | -                              | 36                             | 7                              | 386   | 71    |

## Palmarès
Lokomotiv Moscou
- Championnat de Russie :
  - Vice-champion : 1995, 1999 et 2000.

- Coupe de Russie :
  - Vainqueur : 1996, 1997 et 2000.
  - Finaliste : 1998.